# Società Sportiva Felice Scandone 2011-2012
Questa voce raccoglie le informazioni riguardanti la Società Sportiva Felice Scandone nelle competizioni ufficiali della stagione 2011-2012.

## Verdetti stagionali
Competizioni nazionali
- Serie A:

stagione regolare: 9º posto su 17 squadre (15-17);
- Coppa Italia:

Eliminato ai quarti di finale da Cantù;

## Stagione
La stagione 2011-2012 della Società Sportiva Felice Scandone sponsorizzata Sidigas, è la 12ª nel massimo campionato italiano di pallacanestro, la Serie A. La nuova stagione si apre con l'ufficializzazione dell'accordo di sponsorizzazione con il "Gruppo Sidigas", che prende il posto dell'AIR in qualità di main-sponsor. Dal punto di vista sportivo vengono confermati Linton Johnson, Szymon Szewczyk, Chevon Troutman, Taquan Dean e Alessandro Infanti che si aggiungono a Marques Green, Valerio Spinelli e Dimitri Lauwers ancora sotto contratto. L'8 agosto 2011 viene ufficializzato l'acquisto di Domen Lorbek, che andrà a completare il quintetto base (affetto da fascite plantare, viene tesserato il 9 novembre. Ripresosi dall'infortunio, rescinde di comune accordo il contratto con la società) e, successivamente, di Mattia Soloperto, che chiude il mercato della Scandone. Il 10 agosto Gianluca Tucci viene nominato assistente allenatore, in sostituzione di Tonino Zorzi. Il 2 ottobre viene ufficializzata la risoluzione del contratto con Szymon Szewczyk e l'ingaggio di Viktor Gaddefors (in prestito da Bologna), già aggregato alla squadra in occasione del precampionato. Il 5 ottobre vengono ufficializzati gli ingaggi di Jurica Golemac e Maurizio Ferrara. L'11 ottobre viene ufficializzato il trasferimento di Chevon Troutman (al quale è stato inizialmente negato il nullaosta internazionale, necessario per il tesseramento) al Bayern Monaco e il 18 ottobre l'acquisto di Ron Slay. Il 17 dicembre il Consiglio Federale, considerata la relazione della Comtec (società che verifica la situazione giuridico-contabile delle squadre affiliate FIP) ed ai sensi del regolamento federale, sanziona Avellino con un'ammenda di 45.000 € e il blocco dei tesseramenti.

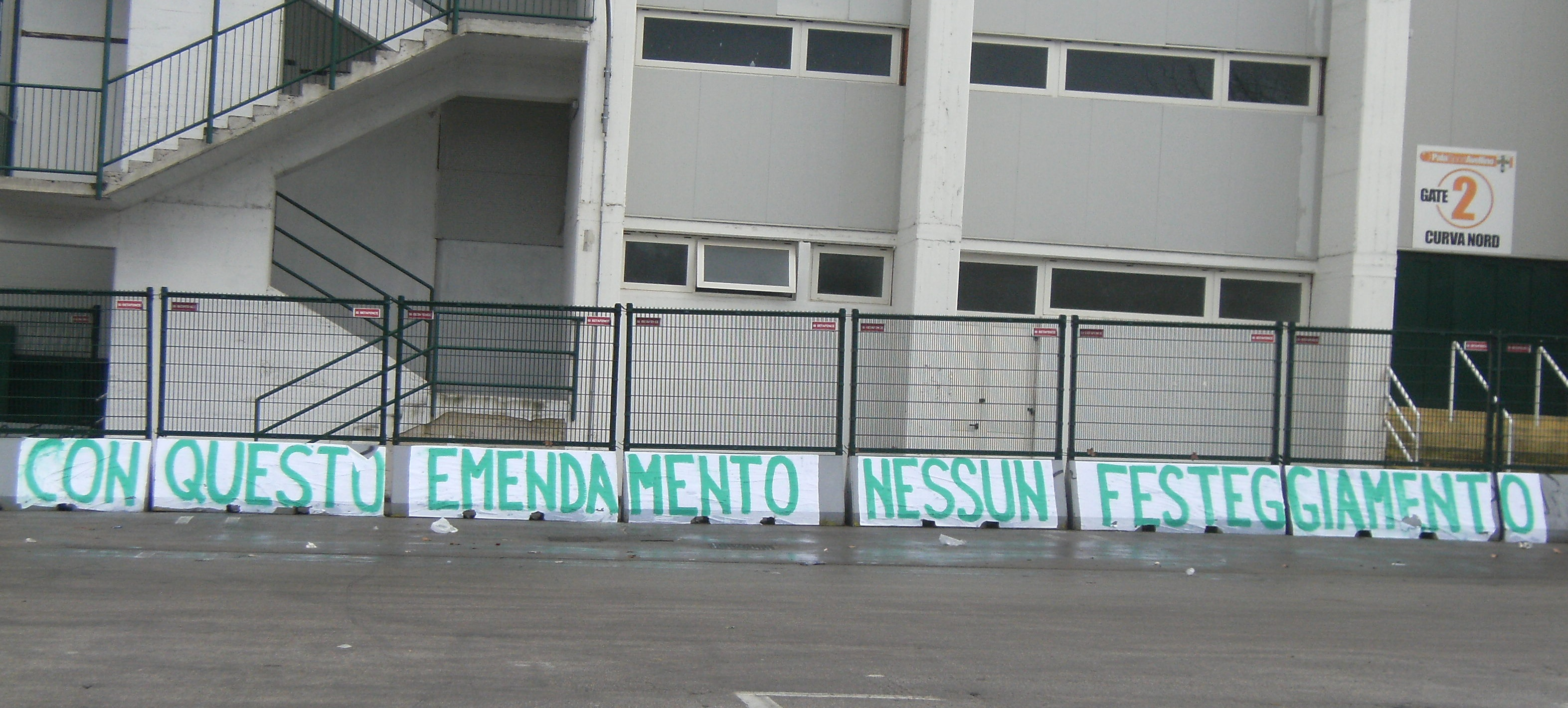
Striscione affisso sulla recinzione del PalaDelMauro in occasione del capodanno

Il 31 dicembre il consiglio regionale della Campania approva un emendamento che vieta alle società a capitale regionale (come l'A.IR., partner della Scandone) di sponsorizzare le società sportive. Tale decisione è frutto della bocciatura di un contro-emendamento (26 contrari e 23 favorevoli in cui risultano determinanti i voti contrari di tre consiglieri irpini, oggetto di contestazione nel corso della gara contro Cremona) che avrebbe potuto garantire, con parere favorevole del collegio sindacale, alle società a capitale regionale di promuovere "attività di promozione dell'immagine sociale". L'iniziativa della regione è stata oggetto di critiche sia da parte della dirigenza, sia della tifoseria organizzata e non.
Il girone d'andata si conclude con la squadra in sesta posizione in classifica a 18 punti (4 in più rispetto alla stagione precedente), ottenendo la quinta qualificazione consecutiva alla Final Eight in cui la squadra affronta, il 17 febbraio presso il PalaOlimpico di Torino, Cantù. L'incontro, a cui non prende parte l'infortunato Dean (che salterà, insieme a Spinelli, parte degli incontri del girone di ritorno), termina con il punteggio di 99-70 a favore della formazione comasca, che accede alle semifinali. Con 1298 punti fatti (81,1 in media ad incontro), Avellino è risultato essere il migliore attacco del girone di andata. Contrariamente, con 1285 punti subiti (80,3 di media ad incontro) è risultato la seconda peggiore difesa dietro Roma (1300 punti subiti e 81,3 di media).
Il 3 marzo viene annunciata la rescissione consensuale del contratto di Dimitri Lauwers.
Il girone di ritorno si conclude con la squadra in nona posizione in classifica a 30 punti (4 in meno rispetto alla stagione precedente), distanziata di 4 punti da Varese e Venezia rispettivamente 8ª e 7ª con 34 punti e ammesse ai play-off. Con 2606 punti subiti Avellino è risultata essere la peggiore difesa del campionato, seguita da Roma a 2603. Nel corso dell'ultimo incontro vinto dalla formazione irpina contro Venezia, Marques Green supera Larry Middleton nella classifica dei migliori marcatori della Scandone.

## Roster
| Sidigas Avellino 2011-12 | Sidigas Avellino 2011-12 |
| Giocatori                | Staff tecnico            |
| ------------------------ | ------------------------ |

| N. | Naz.                                                   | Ruolo | Nome                 | Anno | Alt.   | Peso   |  |
| -- | ------------------------------------------------------ | ----- | -------------------- | ---- | ------ | ------ |  |
| 4  | Stati Uniti (bandiera) · Macedonia del Nord (bandiera) | P     | Marques Green        | 1982 | 163 cm | 60 kg  |  |
| 5  | Stati Uniti (bandiera)                                 | AG    | Chevon Troutman      | 1981 | 201 cm | 109 kg |  |
| 6  | Svezia (bandiera)                                      | G     | Viktor Gaddefors     | 1992 | 201 cm | 91 kg  |  |
| 7  | Italia (bandiera)                                      | P     | Maurizio Ferrara     | 1986 | 185 cm | 77 kg  |  |
| 9  | Italia (bandiera)                                      | P     | Valerio Spinelli (C) | 1979 | 185 cm | 75 kg  |  |
| 10 | Belgio (bandiera) · Italia (bandiera)                  | G     | Dimitri Lauwers      | 1979 | 187 cm | 82 kg  |  |
| 12 | Italia (bandiera)                                      | C     | Mattia Soloperto     | 1980 | 207 cm | 105 kg |  |
| 13 | Italia (bandiera)                                      | G     | Alessandro Infanti   | 1985 | 190 cm | 90 kg  |  |
| 14 | Slovenia (bandiera)                                    | C     | Jurica Golemac       | 1977 | 209 cm | 102 kg |  |
| 35 | Stati Uniti (bandiera)                                 | AG    | Ron Slay             | 1981 | 203 cm | 105 kg |  |
| 43 | Stati Uniti (bandiera)                                 | C     | Linton Johnson       | 1980 | 203 cm | 93 kg  |  |
| 55 | Stati Uniti (bandiera) · Spagna (bandiera)             | G     | Taquan Dean          | 1983 | 193 cm | 90 kg  |  |
| -  | Italia (bandiera)                                      | P     | Antonio Alborea      | 1994 | 165 cm | 70 kg  |  |
| -  | Italia (bandiera)                                      | C     | Domenico Izzo        | 1993 | 208 cm | 100 kg |  |
| -  | Slovenia (bandiera)                                    | AP    | Domen Lorbek         | 1985 | 196 cm | 92 kg  |  |
| -  | Italia (bandiera)                                      | P     | Mattia Norcino       | 1993 | 185 cm | 81 kg  |  |
| -  | Italia (bandiera)                                      | A     | Alessio Ronconi      | 1995 | 188 cm | 80 kg  |  |
| -  | Italia (bandiera)                                      | P     | Orazio Sapienza      | 1994 |        |        |  |
| -  | Italia (bandiera)                                      | G     | Tommaso Tammaro      | 1994 | 193 cm |        |  |

| Allenatore                                                           |
| - Francesco Vitucci                                                  |
| Assistente/i                                                         |
| - Gianluca Tucci - Gianluca De Gennaro Legenda - (C) Capitano Roster |

### Staff tecnico e dirigenziale
- Allenatore: Francesco Vitucci
- Assistente: Gianluca Tucci
- Assistente: Gianluca de Gennaro

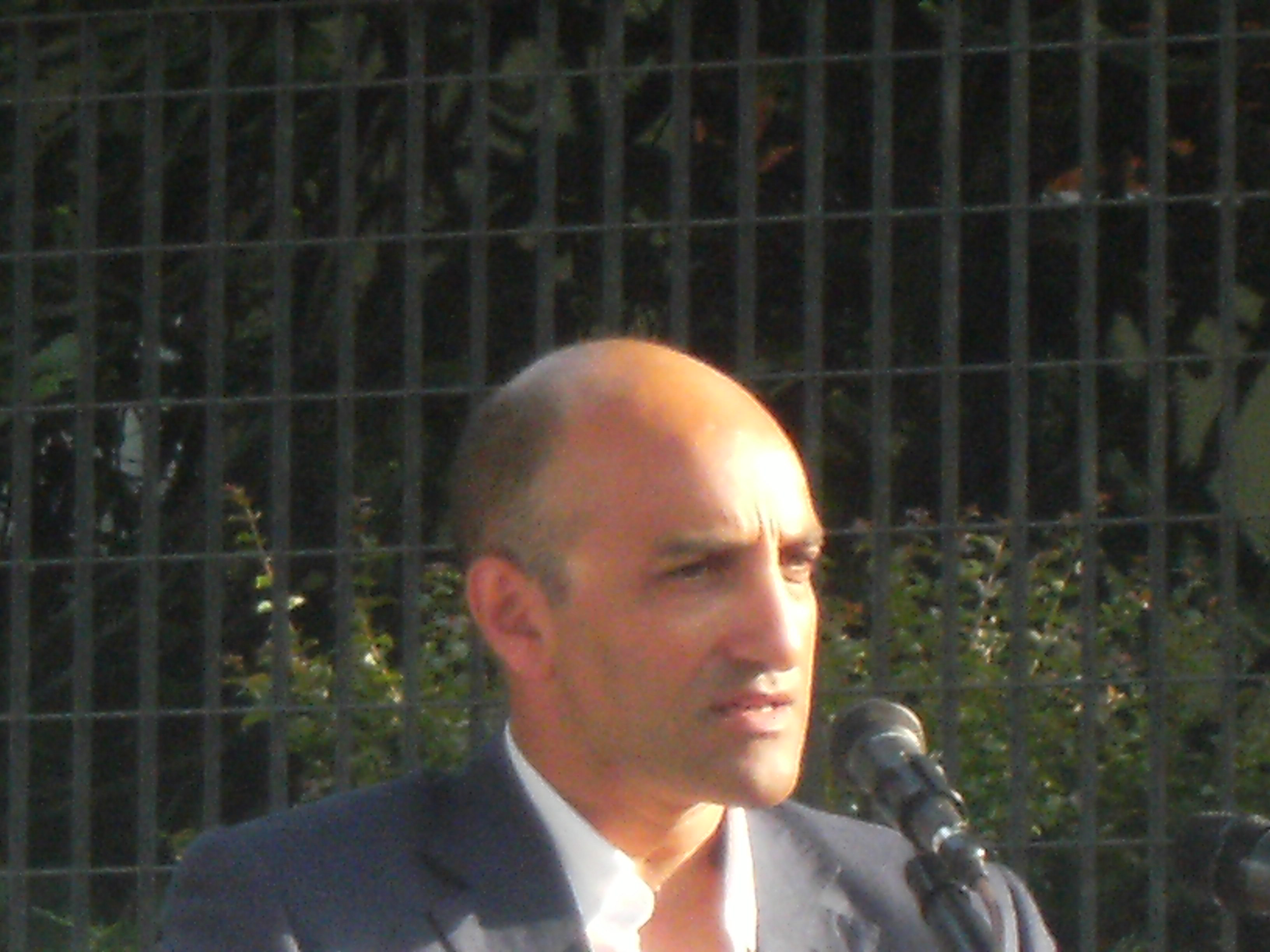
Francesco Vitucci

- Preparatore atletico: Silvio Barnabà
- Medico: Franco Cerullo
- Medico: Gennaro Corbo
- Medico: Raffaele Piscopo
- Responsabile Valutazione Funzionale: Roberto Colli
- Fisioterapista: Giuseppe Calò

- Amministratore unico: Giuseppe Sampietro
- Direttore Generale: Antonello Nevola
- Direttore Sportivo: Gaetano De Paola
- Responsabile Marketing: Giuseppe Pergola
- Addetto stampa: Maria Picariello
- Segr. sportiva: Gianluca Di Domenico
- Segreteria: Rossella Galante -  Ilaria Tomaselli
- Responsabile Statistiche: Giuseppe Adamo

## Mercato

### Sessione estiva
| Acquisti | Acquisti         | Acquisti       | Acquisti   | Acquisti |
| R.       | Nome             | da             | Modalità   |          |
| -------- | ---------------- | -------------- | ---------- | -------- |
| ALL      | Gianluca Tucci   | S.C. Gira      | definitivo |          |
| C        | Mattia Soloperto | Latina Basket  | definitivo |          |
| P        | Maurizio Ferrara | A. Costa Imola | definitivo |          |
| AG       | Ron Slay         | Levski Sofia   | definitivo |          |
| C        | Jurica Golemac   | Kolossos Rodi  | definitivo |          |
| AP       | Viktor Gaddefors | Virtus Bologna | prestito   |          |

| Cessioni | Cessioni          | Cessioni                | Cessioni       | Cessioni |
| R.       | Nome              | a                       | Modalità       |          |
| -------- | ----------------- | ----------------------- | -------------- | -------- |
| ALL      | Tonino Zorzi      |                         | ritirato       |          |
| AP       | Omar Thomas       | Stella Rossa            | fine contratto |          |
| C        | Roberto Casoli    | Fulgor L. Forlì         | fine contratto |          |
| AP       | Riccardo Cortese  | Veroli Basket           | fine contratto |          |
| C        | Szymon Szewczyk   | Reyer Venezia           | fine contratto |          |
| G        | Andrea Iannicelli | Magic Team 92 Benevento | prestito       |          |

### Dopo l'inizio della stagione
| Acquisti | Acquisti     | Acquisti      | Acquisti        | Acquisti   |
| R.       | Nome         | da            | data            | Modalità   |
| -------- | ------------ | ------------- | --------------- | ---------- |
| AP       | Domen Lorbek | Aliağa Petkim | 9 novembre 2011 | definitivo |

| Cessioni | Cessioni        | Cessioni      | Cessioni        | Cessioni    |
| R.       | Nome            | a             | data            | Modalità    |
| -------- | --------------- | ------------- | --------------- | ----------- |
| AG       | Chevon Troutman | Bayern Monaco | 21 ottobre 2011 | rescissione |
| AP       | Domen Lorbek    | Free agent    | 31 gennaio 2012 | rescissione |
| G        | Dimitri Lauwers | Ostenda       | 30 marzo 2012   | rescissione |

## Risultati

### Campionato

#### Girone di andata
| Arbitri: | Paolo Taurino Lorenzo Gori Eduardo Ciano |

|                                                     |            |                                       |
| I. Zoroski 19 G. Brunner 19 F. Di Bella, C. Karl 11 | Punti      | 25 T. Dean 18 C. Troutman 12 M. Green |
| J. McNeal, I. Zoroski 4                             | Assist     | 4 M. Green                            |
| G. Brunner 11                                       | Rimbalzi   | 7 L. Johnson                          |
| Sharon Drucker                                      | Allenatori | Francesco Vitucci                     |

| Arbitri: | Enrico Sabetta Massimiliano Barni Luca Weidmann |

|                                      |            |                                                 |
| M. Green 26 L. Johnson 25 T. Dean 14 | Punti      | 23 C. Douglas-Roberts 14 J. Homan 14 P. Koponen |
| M. Green 6                           | Assist     | 6 P. Koponen                                    |
| L. Johnson 11                        | Rimbalzi   | 9 J. Homan                                      |
| Francesco Vitucci                    | Allenatori | Alessandro Finelli                              |

| Arbitri: | Tolga Sahin Marco Giansanti Davide Ramilli |

|                                     |            |                                             |
| T. Dean 26 L. Johnson 16 R. Slay 15 | Punti      | 18 B. Scalabrine 15 J. Adrien 11 M. Bulleri |
| M. Green 9                          | Assist     | 4 G. Mekel                                  |
| L. Johnson 14                       | Rimbalzi   | 13 J. Adrien                                |
| Francesco Vitucci                   | Allenatori | Aleksandar Đorđević                         |

| Arbitri: | Mauro Pozzana Dino Seghetti Alessandro Terreni |

|                                                               |            |                                      |
| V. Amoroso 11 B. Brown 10 D. Brown, B. Cerella, A. Polonara 7 | Punti      | 15 M. Green 15 R. Slay 13 L. Johnson |
| D. Brown 3                                                    | Assist     | 5 V. Spinelli                        |
| B. Brown 12                                                   | Rimbalzi   | 15 L. Johnson                        |
| Alessandro Ramagli                                            | Allenatori | Francesco Vitucci                    |

| Arbitri: | Fabio Facchini Roberto Pinto Giorgio Provini |

|                                      |            |                                          |
| M. Green 22 T. Dean 16 L. Johnson 16 | Punti      | 14 M. Vanuzzo 12 T. Diener 11 V. Plisnić |
| M. Green 7                           | Assist     | 4 D. Diener, T. Diener                   |
| L. Johnson 9                         | Rimbalzi   | 12 S. Hunter                             |
| Francesco Vitucci                    | Allenatori | Romeo Sacchetti                          |

| Arbitri: | Luigi Lamonica Gianluca Sardella Lorenzo Gori |

|                                                 |            |                                 |
| Lighty 15 Mazzarino 15 Cinciarini, Shermadini 9 | Punti      | 12 Golemac 11 Green 10 Spinelli |
| Bolzonella, Leunen, V. Micov 2                  | Assist     | 7 Green                         |
| Shermadini 11                                   | Rimbalzi   | 6 Johnson                       |
| Andrea Trinchieri                               | Allenatori | Francesco Vitucci               |

| Arbitri: | Carmelo Paternicò Saverio Lanzarini Alessandro Terreni |

|                                     |            |                                         |
| T. Dean 25 L. Johnson 18 R. Slay 11 | Punti      | 30 M. Shakur 22 D. Chiotti 9 S. Gentile |
| M. Green 10                         | Assist     | 4 M. Janning                            |
| L. Johnson 14                       | Rimbalzi   | 10 O. Nnamaka                           |
| Francesco Vitucci                   | Allenatori | Marco Crespi                            |

| Arbitri: | Luciano Tola Carmelo Lo Guzzo Maurizio Biggi |

|                                           |            |                                         |
| D. Cavaliero 15 J. White 10 D. Hackett 10 | Punti      | 24 R. Slay 18 L. Johnson 15 V. Spinelli |
| J. White 7                                | Assist     | 2 M. Green, V. Spinelli, J. Golemac     |
| J. Jones, T. Lydeka 8                     | Rimbalzi   | 7 L. Johnson                            |
| Luca Dalmonte                             | Allenatori | Francesco Vitucci                       |

| Arbitri: | Fabio Facchini Paolo Quacci Giorgio Provini |

|                                        |            |                                     |
| G. Jurak 21 J. Pullen 16 A. Coleman 13 | Punti      | 20 T. Dean 19 J. Golemac 15 R. Slay |
| J. Pullen, M. Soragna 3                | Assist     | 9 M. Green                          |
| T. Dragićević, G. Jurak 8              | Rimbalzi   | 19 J. Golemac                       |
| Massimo Cancellieri                    | Allenatori | Francesco Vitucci                   |

| Arbitri: | Tolga Sahin Mauro Pozzana Renato Capurro |

|                                                              |            |                                                       |
| L. Johnson 19 J. Golemac 18 T. Dean, R. Slay, V. Gaddefors 8 | Punti      | 26 I. Rakočević 13 D. Andersen 11 P. Aradori, D. Moss |
| L. Johnson 5                                                 | Assist     | 3 I. Rakočević, D. Andersen, D. Moss                  |
| L. Johnson 21                                                | Rimbalzi   | 7 D. Andersen                                         |
| Francesco Vitucci                                            | Allenatori | Simone Pianigiani                                     |

| Arbitri: | Giampaolo Cicoria Roberto Begnis Maurizio Biggi |

|                                           |            |                                      |
| C. Tucker 31 N. Gordić 19 A. Crosariol 11 | Punti      | 35 M. Green 22 L. Johnson 17 T. Dean |
| C. Tucker 3                               | Assist     | 13 M. Green                          |
| A. Crosariol 9                            | Rimbalzi   | 9 J. Golemac                         |
| Lino Lardo                                | Allenatori | Francesco Vitucci                    |

| Arbitri: | Gianluca Mattioli Luciano Tola Massimiliano Barni |

|                                   |            |                                           |
| T. Dean 25 M. Green 23 R. Slay 14 | Punti      | 13 A. Righetti 13 K. Fletcher 11 A. Smith |
| M. Green 4                        | Assist     | 5 A. Collins                              |
| L. Johnson, R. Slay 13            | Rimbalzi   | 10 A. Righetti, K. Fletcher               |
| Francesco Vitucci                 | Allenatori | Stefano Sacripanti                        |

| Arbitri: | Guerrino Cerebuch Gianluca Sardella Alessandro Vicino |

|                                                            |            |                                   |
| J. Giachetti 17 I. Mpourousīs 15 S. Mancinelli, O. Cook 14 | Punti      | 19 M. Green 19 R. Slay 19 T. Dean |
| O. Cook 9                                                  | Assist     | 9 M. Green                        |
| I. Mpourousīs 7                                            | Rimbalzi   | 6 J. Golemac, R. Slay             |
| Sergio Scariolo                                            | Allenatori | Francesco Vitucci                 |

| Arbitri: | Luigi Lamonica Massimiliano Filippini Roberto Pinto |

|                                       |            |                                         |
| T. Dean 24 M. Green 14 V. Gaddefors 9 | Punti      | 14 M. Milič 11 D. Cinciarini 11 J. Tabu |
| M. Green 8                            | Assist     | 2 T. Roderick, D. Cinciarini, J. Tabu   |
| T. Dean 10                            | Rimbalzi   | 8 J. Tabu                               |
| Francesco Vitucci                     | Allenatori | Attilio Caja                            |

| Arbitri: | Carmelo Paternicò Davide Ramilli Massimiliano Barni |

|                                        |            |                                      |
| Y. Diawara 24 K. Kangur 22 J. Hurtt 11 | Punti      | 22 T. Dean 14 M. Green 14 J. Golemac |
| T. Rannikko 4                          | Assist     | 7 M. Green                           |
| K. Kangur 6                            | Rimbalzi   | 9 L. Johnson                         |
| Carlo Recalcati                        | Allenatori | Francesco Vitucci                    |

| Arbitri: | Fabio Facchini Luca Weidmann Gabriele Bettini |

|                                        |            |                                      |
| J. Golemac 22 L. Johnson 18 T. Dean 18 | Punti      | 20 A. Young 10 T. Slay 6 S. Szewczyk |
| M. Green 13                            | Assist     | 3 G. Meini                           |
| L. Johnson 9                           | Rimbalzi   | 5 T. Slay                            |
| Francesco Vitucci                      | Allenatori | Andrea Mazzon                        |

#### Girone di ritorno
| Arbitri: | Roberto Begnis Dino Seghetti Emanuele Aronne |

|                                   |            |                                          |
| T. Dean 22 M. Green 20 R. Slay 19 | Punti      | 19 D. Ivanov 15 T. Kirksay 11 I. Zoroski |
| M. Green 6                        | Assist     | 3 F. Di Bella, C. Karl                   |
| R. Slay 12                        | Rimbalzi   | 8 D. Ivanov                              |
| Francesco Vitucci                 | Allenatori | Giorgio Valli                            |

| Arbitri: | Guerrino Cerebuch Carmelo Lo Guzzo Giorgio Provini |

|                                                      |            |                                    |
| C. Douglas-Roberts 19 V. Sanik'idze 16 D. Gailius 15 | Punti      | 21 M. Green 9 R. Slay 6 L. Johnson |
| G. Poeta 7                                           | Assist     | 2 J. Golemac                       |
| V. Sanik'idze 12                                     | Rimbalzi   | 9 R. Slay                          |
| Alessandro Finelli                                   | Allenatori | Francesco Vitucci                  |

| Arbitri: | Enrico Sabetta Marco Giansanti Roberto Pinto |

|                                                                |            |                                      |
| M. Goree 15 J. Thomas 14 J. Viggiano, S. Bečirovič, G. Mekel 9 | Punti      | 23 J. Golemac 20 T. Dean 17 M. Green |
| G. Mekel 5                                                     | Assist     | 6 M. Green                           |
| M. Goree 12                                                    | Rimbalzi   | 8 J. Golemac, T. Dean                |
| Aleksandar Đorđević                                            | Allenatori | Francesco Vitucci                    |

| Arbitri: | Fabio Facchini Davide Ramilli Alessandro Terreni |

|                                        |            |                                      |
| R. Slay 17 L. Johnson 16 J. Golemac 15 | Punti      | 14 V. Amoroso 11 D. Brown 7 B. Brown |
| J. Golemac 5                           | Assist     | 5 R. Fultz                           |
| L. Johnson 11                          | Rimbalzi   | 5 B. Brown                           |
| Francesco Vitucci                      | Allenatori | Alessandro Ramagli                   |

| Arbitri: | Roberto Begnis - - Dino Seghetti Saverio Lanzarini |

|                                        |            |                                         |
| Q. Hosley 28 D. Diener 20 T. Diener 17 | Punti      | 19 M. Green 15 J. Golemac 15 L. Johnson |
| T. Diener 8                            | Assist     | 9 M. Green                              |
| Q. Hosley 7                            | Rimbalzi   | 10 L. Johnson                           |
| Romeo Sacchetti                        | Allenatori | Francesco Vitucci                       |

| Arbitri: | Carmelo Paternicò Luciano Tola Gabriele Bettini |

|                                         |            |                                         |
| M. Green 32 L. Johnson 11 J. Golemac 10 | Punti      | 17 D. Perkins 15 G. Brunner 14 V. Micov |
| J. Golemac 3                            | Assist     | 5 D. Perkins                            |
| L. Johnson 11                           | Rimbalzi   | 15 G. Brunner                           |
| Francesco Vitucci                       | Allenatori | Andrea Trinchieri                       |

| Arbitri: | Roberto Chiari Carmelo Lo Guzzo Roberto Pinto |

|                                         |            |                                      |
| R. Minard 20 S. Gentile 15 O. Stević 12 | Punti      | 19 J. Golemac 13 M. Green 11 R. Slay |
| M. Shakur 11                            | Assist     | 5 M. Green                           |
| O. Stević 9                             | Rimbalzi   | 12 L. Johnson                        |
| Andrea Valentini                        | Allenatori | Francesco Vitucci                    |

| Arbitri: | Roberto Begnis Mauro Pozzana Dino Seghetti |

|                                         |            |                                       |
| L. Johnson 15 M. Green 14 J. Golemac 14 | Punti      | 18 J. White 16 J. Jones 14 R. Hickman |
| J. Golemac, L. Johnson 5                | Assist     | 7 R. Hickman                          |
| L. Johnson 14                           | Rimbalzi   | 7 M. Cusin                            |
| Francesco Vitucci                       | Allenatori | Luca Dalmonte                         |

| Arbitri: | Luigi Lamonica Luca Weidmann Alessandro Vicino |

|                                         |            |                                          |
| A. Infanti 21 L. Johnson 16 M. Green 12 | Punti      | 18 T. Dragićević 17 G. Jurak 9 J. Pullen |
| M. Green 7                              | Assist     | 3 M. Chessa                              |
| L. Johnson 12                           | Rimbalzi   | 10 T. Dragićević                         |
| Francesco Vitucci                       | Allenatori | Massimo Cancellieri                      |

| Arbitri: | Giampaolo Cicoria Massimiliano Filippini Giorgio Provini |

|                                               |            |                                      |
| M. Carraretto 23 P. Aradori 17 L. McCalebb 14 | Punti      | 25 M. Green 18 R. Slay 14 L. Johnson |
| N. Zīsīs 7                                    | Assist     | 6 M. Green                           |
| P. Aradori 10                                 | Rimbalzi   | 7 L. Johnson                         |
| Simone Pianigiani                             | Allenatori | Francesco Vitucci                    |

| Arbitri: | Guerrino Cerebuch Gianluca Sardella Paolo Quacci |

|                                      |            |                                          |
| J. Golemac 19 M. Green 18 R. Slay 17 | Punti      | 22 C. Tucker 20 N. Gordić 12 M. Mordente |
| M. Green 10                          | Assist     | 4 N. Gordić 4                            |
| R. Slay, M. Soloperto 7              | Rimbalzi   | 12 U. Slokar                             |
| Francesco Vitucci                    | Allenatori | Lino Lardo                               |

| Arbitri: | Gianluca Mattioli Marco Giansanti Renato Capurro |

|                                             |            |                                         |
| A. Smith 24 A. Righetti 13 A. Doornekamp 11 | Punti      | 16 L. Johnson 16 J. Golemac 15 M. Green |
| A. Smith, A. Doornekamp 2                   | Assist     | 4 M. Green                              |
| A. Smith 12                                 | Rimbalzi   | 22 L. Johnson                           |
| Stefano Sacripanti                          | Allenatori | Francesco Vitucci                       |

| Arbitri: | Fabio Facchini Carmelo Lo Guzzo Saverio Lanzarini |

|                                           |            |                                              |
| V. Gaddefors 19 L. Johnson 16 M. Green 15 | Punti      | 27 M. Hairston 17 A. Fōtsīs 10 I. Mpourousīs |
| M. Green 8                                | Assist     | 5 O. Cook                                    |
| V. Gaddefors 7                            | Rimbalzi   | 8 I. Mpourousīs                              |
| Francesco Vitucci                         | Allenatori | Sergio Scariolo                              |

| Arbitri: | Roberto Chiari Luciano Tola Massimiliano Barni |

|                                     |            |                                          |
| D. Lighty 21 J. Tabu 14 M. Milič 10 | Punti      | 10 M. Green 10 V. Gaddefors 9 J. Golemac |
| J. Tabu 4                           | Assist     | 4 J. Golemac                             |
| J. Perković 9                       | Rimbalzi   | 8 R. Slay                                |
| Attilio Caja                        | Allenatori | Francesco Vitucci                        |

| Arbitri: | Gianluca Mattioli Mauro Pozzana Gabriele Bettini |

|                                                 |            |                                                                    |
| L. Johnson 18 T. Dean 16 M. Green, V. Gaddefors | Punti      | 23 Phil Goss 18 Diego Fajardo 11 Yakhouba Diawara, Kristjan Kangur |
| M. Green 10                                     | Assist     | 6 Phil Goss                                                        |
| L. Johnson 18                                   | Rimbalzi   | 10 Diego Fajardo                                                   |
| Francesco Vitucci                               | Allenatori | Carlo Recalcati                                                    |

| Arbitri: | Luigi Lamonica Dino Seghetti Alessandro Terreni |

|                                      |            |                             |
| Bowers 20 Young 15 Clark, Fantoni 14 | Punti      | 32 Green 20 Slay 20 Johnson |
| Clark 4                              | Assist     | 10 Green                    |
| Szewczyk 7                           | Rimbalzi   | 9 Johnson, Slay             |
| Andrea Mazzon                        | Allenatori | Francesco Vitucci           |

### Coppa Italia
| Arbitri: | Gianluca Mattioli Saverio Lanzarini Gabriele Bettini |

|                                                                     |            |                             |
| Mark'oishvili 22 Brunner 11 Leunen, Mazzarino, Micov, Shermadini 10 | Punti      | 24 Green 17 Golemac 12 Slay |
| Perkins 6                                                           | Assist     | 5 Green                     |
| Brunner, Perkins, G. Shermadini 5                                   | Rimbalzi   | 8 Green                     |
| Andrea Trinchieri                                                   | Allenatori | Francesco Vitucci           |